# Gare de Mundaka (EuskoTren)
Gare d'EuskoTren située dans la localité bizkaïenne de Mundaka, dans la branche entre Amorebieta et Bermeo de la ligne d'EuskoTren d'Urdaibai. Cette gare est à l'air libre mais est fermée, son accès s'effectue à travers le bâtiment de la gare qui dispose de distributeurs de billets qui ferment complètement l'accès au quai. Cette gare dispose de deux voies bien que l'une d'entre elles soit en désuétude et son quai réduit à sa plus simple expression. À l'intérieur on trouve également des distributeurs de boissons fraîches et de glaces. Le passage entre les quais se fait au niveau des voies.
| Provenance/Destination | <                  | Ligne | >      | Provenance/Destination |
| ---------------------- | ------------------ | ----- | ------ | ---------------------- |
| Bilbao-Atxuri          | Busturia-Itsasbegi |       | Bermeo | Bermeo                 |
| Amorebieta             | Busturia-Itsasbegi |       | Bermeo | Bermeo                 |